# 若葉 (北九州市)
若葉（わかば）は福岡県北九州市八幡西区の町。若葉一丁目から三丁目の町がある。住居表示実施済み。郵便番号は806-0066。

## 地理
八幡西区の中央部に位置し、北に森下町、北から東に竹末、南東に養福寺町、南に的場町，美原町、西に里中，北筑と接する。

### 河川
- 二級河川 割子川

## 地域の特徴
閑静な住宅街である。筑豊電気鉄道今池駅付近の線路の東側に位置しており、東縁に沿って割子川が流れている。一丁目に北九州市立竹末市民センター，北九州市立西部障害者福祉会館，市営若葉団地、二丁目に引野保育園、一丁目から二丁目にかけて市営竹末団地がある。

## 歴史
昭和37年に市営住宅が建てられたのを手始めに住宅化が進んだ地域である。当初竹末団地とも呼ばれており、現在も一丁目から二丁目にまたがって存在している。

### 地名の由来
町名は、町域や周辺がかつて農地で、背後が山林であったことから若葉となった。二丁目と三丁目の境にある西ヶ峯公園は大字引野の字、西ヶ峯にちなんでいる。また、三丁目南部はかつて高津台（こうづだい）団地とも呼ばれており、「高津」はかつての大字引野の字、鼈（こうず）谷にちなんでいる。字は異なるが神津台公園にその名を残している。三丁目の今池駅付近にはかつて今池（今池下池）があり、今池町と通称されていた。

### 沿革
- 1973年（昭和48年）6月1日 - 若葉一丁目 - 三丁目新設[5]。
- 1974年（昭和49年）4月1日 - 八幡区が八幡西区と八幡東区に分かれ、北九州市八幡区若葉一丁目 - 三丁目は北九州市八幡西区若葉一丁目 - 三丁目となる[6]。

### 町名の変遷
| 実施内容          | 実施年月日               | 実施後     | 実施前                                 |
| ----------------- | ------------------------ | ---------- | -------------------------------------- |
| 町名新設 住居表示 | 1973年（昭和48年）6月1日 | 若葉一丁目 | 大字引野の一部                         |
| 町名新設 住居表示 | 1973年（昭和48年）6月1日 | 若葉二丁目 | 大字引野の一部                         |
| 町名新設 住居表示 | 1973年（昭和48年）6月1日 | 若葉三丁目 | 大字引野，大字穴生，大字永犬丸の各一部 |

## 世帯数と人口
2025年（令和7年）3月31日現在（北九州市発表）の世帯数と人口は以下の通りである。
| 町         | 世帯数    | 人口    |
| ---------- | --------- | ------- |
| 若葉一丁目 | 407世帯   | 740人   |
| 若葉二丁目 | 433世帯   | 951人   |
| 若葉三丁目 | 871世帯   | 1,712人 |
| 計         | 1,711世帯 | 3,403人 |

### 人口の変遷
国勢調査による人口の推移。
| 1995年（平成7年）  | 4,464人 | [ 8 ]  |  |
| 2000年（平成12年） | 4,268人 | [ 9 ]  |  |
| 2005年（平成17年） | 4,060人 | [ 10 ] |  |
| 2010年（平成22年） | 3,959人 | [ 11 ] |  |
| 2015年（平成27年） | 3,724人 | [ 12 ] |  |
| 2020年（令和2年）  | 3,480人 | [ 13 ] |  |

### 世帯数の変遷
国勢調査による世帯数の推移。
| 1995年（平成7年）  | 1,582世帯 | [ 8 ]  |  |
| 2000年（平成12年） | 1,606世帯 | [ 9 ]  |  |
| 2005年（平成17年） | 1,568世帯 | [ 10 ] |  |
| 2010年（平成22年） | 1,597世帯 | [ 11 ] |  |
| 2015年（平成27年） | 1,597世帯 | [ 12 ] |  |
| 2020年（令和2年）  | 1,556世帯 | [ 13 ] |  |

## 学区
市立小・中学校に通う場合、学区は以下の通りとなる。
| 町         | 街区・戸番                                                              | 小学校                 | 中学校                 |
| ---------- | ----------------------------------------------------------------------- | ---------------------- | ---------------------- |
| 若葉一丁目 | 全域                                                                    | 北九州市立竹末小学校   | 北九州市立引野中学校   |
| 若葉二丁目 | 全域                                                                    | 北九州市立竹末小学校   | 北九州市立引野中学校   |
| 若葉三丁目 | 1 - 2番, 3番1 - 19号, 3番59 - 60号 4番1 - 32号, 4番67 - 72号, 23 - 28番 | 北九州市立竹末小学校   | 北九州市立引野中学校   |
| 若葉三丁目 | 3番20 - 58号, 4番33 - 66号, 5 - 22番                                    | 北九州市立永犬丸小学校 | 北九州市立永犬丸中学校 |

## 交通

### 鉄道
- 筑豊電気鉄道今池駅

### バス
域内のバス停と系統は以下のとおりである。
| 運行事業者 | 運行事業者       | 西鉄バス北九州 |
| 系統       | 系統             | 57             |
| 停留所     | 竹末市民センター | ○              |
| 停留所     | 若葉二丁目       | ○              |
| 停留所     | 引野小学校       | ○              |

## 施設

### 公共施設
- 北九州市立竹末市民センター

### 社会福祉施設
- 北九州市立西部障害者福祉会館
- 引野保育園

### 公営住宅
- 市営竹末団地
- 市営若葉団地

### 公園
- 神津台公園
- 西ヶ峯公園
- 若葉三丁目公園
- 若葉北公園
- 若葉西二号公園
- 割子川せせらぎ公園